# Silver Springs, Nevada
Silver Springs är en ort i Lyon County i delstaten Nevada, USA.